# Palácio de Santa Luzia

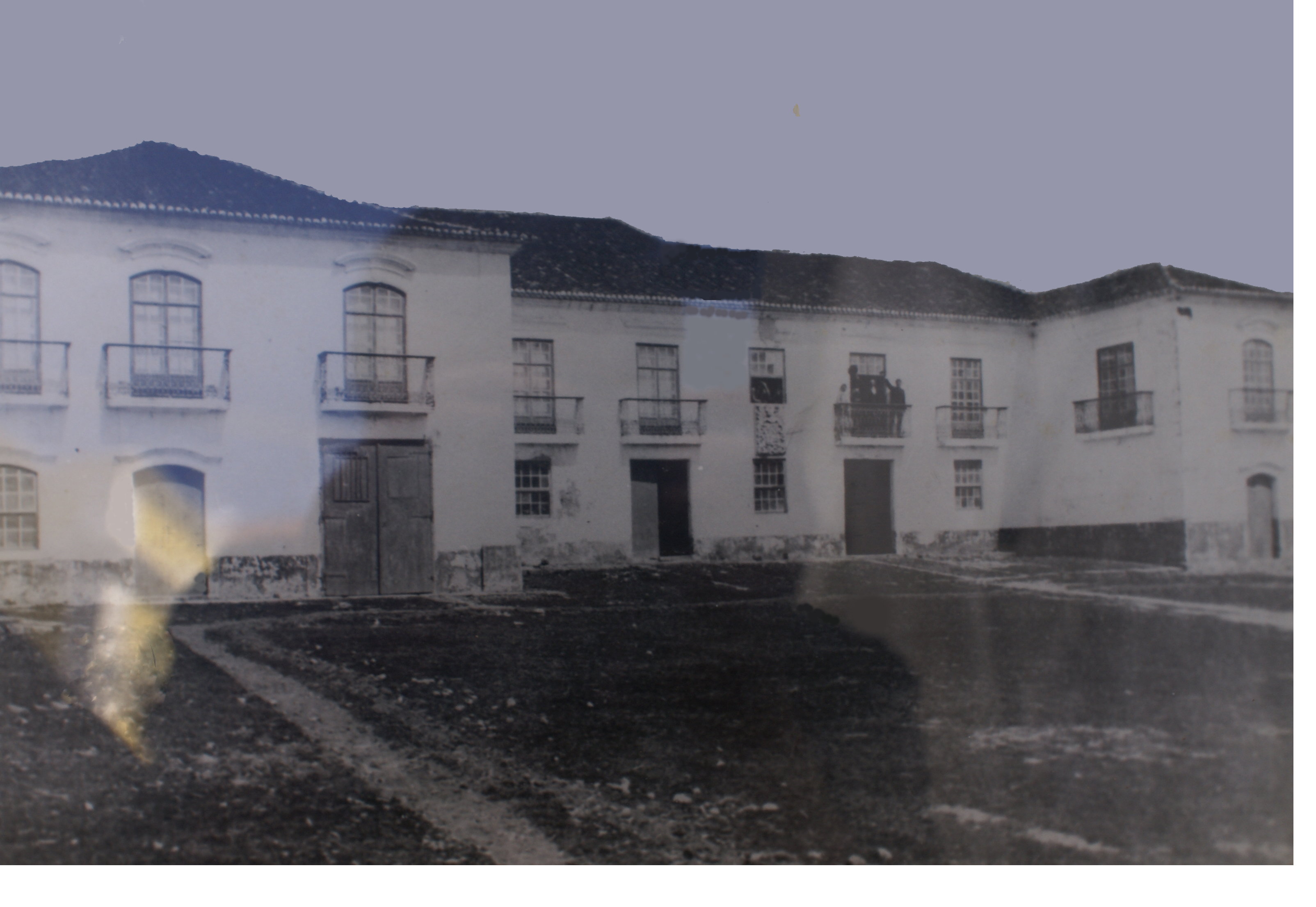
Uma das raras fotos existentes sobre o Solar de Santa Luzia..

A história do Palácio de Santa Luzia que se localizava nos limites do centro histórico da cidade e Concelho de Angra do Heroísmo, na Ilha Terceira, nos Açores e que também é denominado Solar de Santa Luzia tem a sua origem nos primeiros povoadores da ilha Terceira, mais exactamente na pessoa de Álvaro Vaz Merens que chegou a esta ilha pouco antes do Capitão Jácome de Bruges e que foi o fundador da 1º ermida que houve junto ao mar sob a invocação de Santa Maria Madalena, no local onde nos meados do Século XVI foi levantado o Forte de São Sebastião para defesa da Baía de Angra e da primeira instalação portuária que viria, anos séculos mais tarde a dar origem ao actual Porto das Pipas.
Foram os descendentes deste primeiro povoador detentores de vastas áreas de terras acima da cidade de Angra, onde mandaram erigir a Igreja de Santa Luzia de que foram padroeiros e aquele conjunto habitacional que viria a ser o Palácio de Santa Luzia.
Estas construções são perfeitamente observáveis na planta da cidade de Angra feita em 1596 e atribuída ao comerciante holandês Jan Huygen van Linschoten.
O primeiro título vincular com o Palácio de Santa Luzia surge, segundo o investigador Pedro de Merelim, na pessoa de Maria Pamplona casada com Luís Pereira de Orta. Uma filha deste casal, Isabel Pereira Pamplona estabeleceu matrimónio com Francisco Borges de Ávila, filho do Capitão João de Ávila. Deste casamento nasceu Maria Paula Borges de Ávila casada com Manuel Paim de Sousa, facto que levou à passagem deste solar para a família Paim.
Este Manuel Paim de Sousa era filho do Capitão Francisco de Ornelas da Câmara, herói da Restauração de 1640 na ilha Terceira, moço fidalgo da Casa Real e comendador de Penamacor e de Filipa de Bettencourt de Vasconcelos, herdeira do Solar da Madre de Deus.
Foi de um dos filhos deste casal, Francisco Paim da Camara Sousa e Ávila (também Conhecido como Francisco Paim da Câmara Burges), Capitão-mor da então ainda Vila da Praia e casado na ilha do Faial com Jerónima Maria de Montojos da Silveira que nasceu Tomás Paim da Câmara casado com Ifigénia de Montojos Paim da Câmara, de quem, em 1760 veio a nascer Teotónio de Ornelas Paim da Camara que foi por herança senhor do Palácio de Santa Luzia.
Este foi casado com Josefa Jerónima de Montojos Paim da Câmara, tendo sido progenitores de Rita Pulquéria de Ornelas Paim da Camara casada com o Dr. André Eloi Homem da Costa Noronha Ponce de Leão pais de Teotónio de Ornelas Bruges Paim da Câmara, 1º Visconde de Bruges e 1º Conde da Praia da Vitória, que foi o último Senhor do Palácio de Santa Luzia, ficando para sempre, o palácio ligado à história do Liberalismo na ilha Terceira.
Nos inícios do Século XIX este conjunto habitacional foi sujeito a profundas obras de manutenção, restauro e ampliação debaixo da orientação da morgada e administradora dos vínculos, Rita Pulquéria de Ornelas Paim da Câmara que havia herdado de seu pai o palácio e outros bens do seu casamento com André Eloi Homem da Costa Noronha Ponce de Leão. Teotónio Bruges nasceu neste mesmo palácio e foi um dos últimos dos Pains de Sousa Noronha Bruges que ali viveu, vindo a faleceu na Quinta da Estrela, no Caminho de Baixo, subúrbios de Angra do Heroísmo.
Assim esteve na posse da família Paim de Sousa Noronha até à sua venda já nos anos 15 do Século XX, à Diocese de Angra, no dia 30 de Setembro de 1915, pela quantia de 5 961 680 Réis, (moeda da altura, e quantia bastante avultada para a época).
Esta passagem de propriedade aconteceu com a chegada do novo bispo, D. Manuel Damasceno da Costa, que concebeu a criação de um seminário na localidade de Santa Luzia aproveitando este solar. No entanto esta pretensão não chegou a acontecer devido divergência entre os docentes do próprio seminário.
O palácio chegou a ser ocupado como residência episcopal e sede temporária da secretaria eclesiástica em 1889. Deu guarida aos alunos de uma prefeitura do referido seminário. Algum tempo mais tarde, votado ao abandono pela diocese foi por esta mandado demolir. As cantarias e a própria Pedra de Armas deste solar foram usadas de 1929 a 1934 na adaptação que foi feita pela diocese de Angra na casa do Barão do Ramalho, edifico este, que foi adoptado como Seminário Episcopal de Angra.
Com a demolição do referido Solar de Santa Luzia, no espaço que o mesmo ocupava foi construído um posto meteorológico a que foi dado o nome de Posto Meteorológico Tenente Coronel José Agostinho.
A Pedra de Armas deste solar, era lavrada em mármore branco tendo representado as seguintes Armas: Um escudo esquartelado de Paim, Ornelas, Sousas do Prado e Câmara de Lobos.